# Маријово
Маријово (мкд. Мариово) је област у јужној Северној Македонији, која је врло значајна у културном, историјском и етнолошком спектру.
Маријово је данас један од најпустијих крајева у целој Северној Македонији.

## Географски положај
Област Маријово се налази између планина Козјак, Ниџе, Селечка и Дрен планина у долини Црне реке. На западу се граничи на Пелагонију а на југу са Грчком. Мариово обухвата рејон од 1251 км² и подељено је на 3 дела: битољско Маријово, прилепско Марјиово и тиквешко Маријово.